# Zum Töten freigegeben
Zum Töten freigegeben (Originaltitel Marked for Death) ist ein US-amerikanischer Actionfilm von Regisseur Dwight H. Little aus dem Jahr 1990. Die Hauptrolle des Ex-Cops John Hatcher spielt Steven Seagal.

## Handlung
Drogenfahnder John Hatcher hat von seinem überaus gefährlichen Alltag als Undercover-Cop die Nase voll und entschließt sich gegen den Willen seines Vorgesetzten, den Job an den Nagel zu hängen. Er kehrt in seine Heimatstadt Chicago zurück und will von nun an ein normales und geordnetes Leben fern von all der Kriminalität führen. Aber auch seine Heimatstadt wird von Drogenbanden regiert. Hatcher ignoriert die Probleme zunächst, doch als es in einer von ihm besuchten Bar zu einem Feuergefecht zwischen rivalisierenden Banden kommt, greift er ein, verhindert die Exekution eines Verletzten und ermöglicht die Verhaftung eines jamaikanischen Bandenmitglieds. Eigentlich will Hatcher zunächst weiterhin passiv bleiben, aber das ändert sich, nachdem die Jamaikaner einen Anschlag auf das Haus seiner Familie verüben und Hatchers Nichte schwer verletzen. Nun beginnt Hatcher, nach den Verantwortlichen zu suchen, und schreckt dabei auch vor der Anwendung von Gewalt nicht zurück. Einer der Jamaikaner begeht, in die Enge getrieben, lieber Selbstmord, als seinen Anführer Screwface zu verraten. Als Screwface vom Tod des Gefolgsmanns hört, ist er außer sich und ordnet die Tötung von Hatcher und dessen Familie an. Er wendet darüber hinaus ein Voodoo-Ritual an, um seinen Feind und dessen Angehörige mit einem Todesfluch zu belegen. Hatcher reist mit zwei Mitstreitern – seinem alten Freund Max und einem jamaikanischen Polizisten – nach Kingston. Dort macht er zunächst eine alte Freundin von Screwface ausfindig, die ihm erklärt, dass das Geheimnis von Screwface' Magie darin besteht, dass er zwei Köpfe und vier Augen hat.
Anschließend stürmen Hatcher und seine Freunde das Anwesen von Screwface und töten viele seiner Mitstreiter. Screwface selbst wird von Hatcher in einem Schwertduell geköpft. Zurück in Chicago präsentieren Hatcher und seine Freunde dem Rest von Screwface' Bande dessen Kopf. Sie fordern, dass die Drogendealer die Stadt verlassen sollen, werden allerdings überraschend von Screwface' Zwillingsbruder unterbrochen, der den Kopf seines Bruders in der Hand haltenden jamaikanischen Polizisten mit einem Schwert durchbohrt. In der Folge werden weitere Jamaikaner von Hatcher und Max getötet und verkrüppelt. Max wird angeschossen, und zwischen Hatcher und Screwface II kommt es erneut zum Schwertgefecht. Dieses beendet Hatcher, indem er seinem Gegner die Augen ausdrückt, den Rücken bricht und ihn einen Schacht hinunterwirft, auf dessen Boden dieser von einem Metallbolzen aufgespießt wird. In der Hoffnung, damit endgültig für Ruhe gesorgt zu haben, trägt Hatcher den durchbohrten jamaikanischen Polizisten in der Endszene eine Straße entlang, während sein Kumpel Max neben ihm her humpelt.

## Entstehung und Veröffentlichung
| Figur                 | Darsteller       | Deutscher Sprecher |
| --------------------- | ---------------- | ------------------ |
| John Hatcher          | Steven Seagal    | Kurt Goldstein     |
| Screwface (Zwillinge) | Basil Wallace    | Gerald Paradies    |
| Max                   | Keith David      | Ulrich Gressieker  |
| Charles               | Tom Wright       | Roman Kretschmer   |
| Leslie                | Joanna Pacuła    | Daniela Hoffmann   |
| Melissa               | Elizabeth Gracen | Maja Dürr          |
| Geiselnehmer          | Prince Ital Joe  | Thomas Nero Wolff  |
| Dr. Stein             | Earl Boen        | Heinz Palm         |
| Hector                | Danny Trejo      |                    |

Gedreht wurde überwiegend in Kalifornien. Der Film hatte ein Budget von 12 Millionen US-Dollar und nahm weltweit knapp 58 Millionen Dollar an den Kinokassen ein.
Die deutsche Synchronisation wurde erstellt von der Synchronfirma Berliner Synchron GmbH Wenzel Lüdecke und Marc Boettcher war verantwortlich für das Dialogbuch und die Dialogregie. Die Indizierung des Films wurde nach Ablauf der 25-Jahresfrist im Januar 2017 aufgehoben. Nach einer Neuprüfung der FSK wurde die ungekürzte Fassung ab 18 Jahren freigegeben.

## Kritik
Zum Töten freigegeben erhielt ein eher schlechtes Presseecho, was sich auch in den Auswertungen US-amerikanischer Aggregatoren widerspiegelt. So erfasst Rotten Tomatoes überwiegend kritische Besprechungen und ordnet den Film dementsprechend als „Gammelig“ ein. Laut Metacritic fallen die Bewertungen im Mittel „Durchwachsen oder Durchschnittlich“ aus. Es folgen einige repräsentative Pressestimmen:

„Furios inszenierter, auf Spannung gezirkelter Action-Film, dessen dünne Handlung hinter den zahlreichen Effekten verschwindet.“

„Die Story ist ziemlich dürftig, aber die furiose Inszenierung von Regisseur Dwight H. Little (Free Willy 2) hilft über die gröbsten Pannen hinweg. Fazit: Ein Freudenfest nur für wahre Actionfans“